# Stroj času (román)
Stroj času (The Time Machine) je vědecko-fantastický román anglického spisovatele Herberta George Wellse z roku 1895.

## Obsah románu

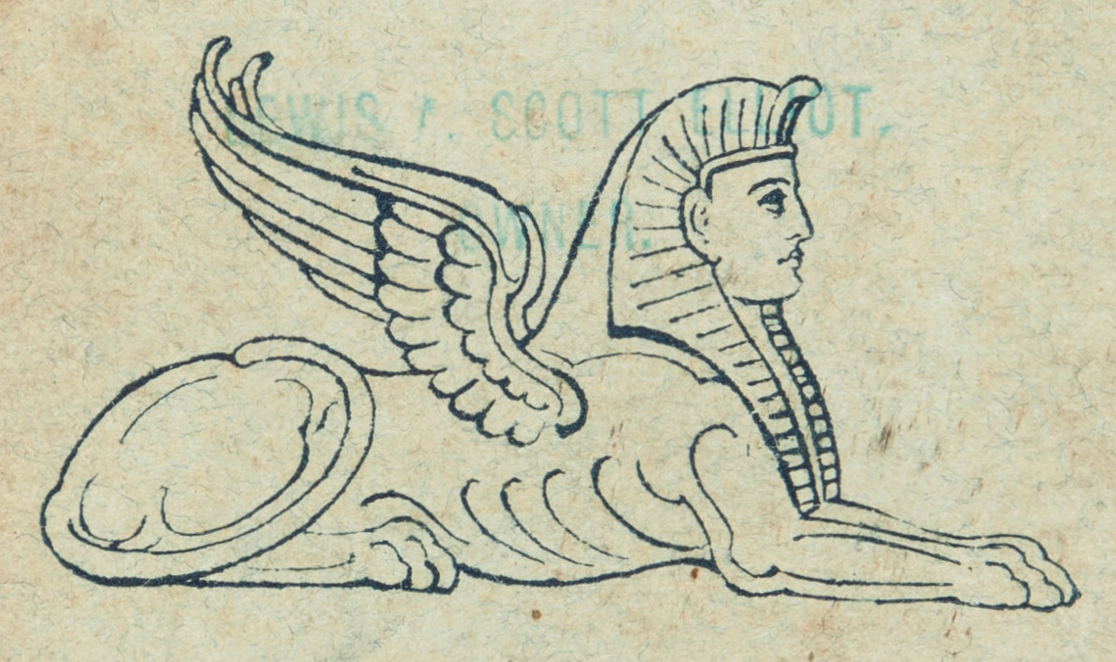
První strana

Poutník v čase se pomocí svého neobyčejného vynálezu dostane až do osmistého třetího tisíciletí, kdy se lidský rod ve svém vývoji změnil k nepoznání. V té době existují dvě velmi odlišné lidské větve: něžní, bezbranní a naivní eloiové a krutí, ale pracovití morlokové.
Poutník v čase, vědec zabývající se hledáním čtvrté dimenze v prostoru, se díky svému vynálezu neobyčejného stroje přenáší do daleké budoucnosti, do roku 802 701. Lidstvo v průběhu svého vývoje dosáhlo splnění některých svých tužeb – krásní človíčci eloiové žijí ve zdánlivě spravedlivém společenství na nohách zašlé kultury, ale zároveň postrádají některé přirozené obranné schopnosti, například přizpůsobivost vůči měnícím se životním podmínkám. To může být samozřejmě pro cizince z jiné doby a jiného světa klíčem k pochopení dalších záhad, na něž nenachází jednoznačnou odpověď: kdo jsou to morlokové a jak je uspořádán jejich život pod zemí, co určilo vývoj jejich druhu a kam se bude ubírat život dál. Protože nejvzdálenější budoucnost lidstva na Zemi ozařované vychládajícím sluncem je líčena v soumračném, nikoliv radostném a zjednodušeném optimistickém duchu, Wellsův román nebyl několik desetiletí v češtině publikován, nejspíš pro podobnosti ani zdaleka ne náhodné.

## Filmové adaptace
- Stroj času (film, 1960) (The Time Machine, 1960), režie George Pal, Spojené státy americké
- Stroj času (film, 2002) (The Time Machine, 2002), režie Simon Wells, Spojené státy americké

## Česká vydání
- Stroj času, Jan Otto, Praha 1905, přeložila Pavla Moudrá
- Stroj času, LIKA, Praha 1992, přeložila Jana Mertinová